# (15874) 1996 TL66
(15874) 1996 TL66 – planetoida z dysku rozproszonego, krążąca wokół Słońca przeważnie poza pasem Kuipera.

## Odkrycie
Planetoida (15874) 1996 TL66 została odkryta przez Chada Trujillo, Davida Jewitta, Jane Luu i Jun Chena w dniu 9 października 1996 roku w obserwatorium astronomicznym na Mauna Kea. Planetoida nie ma jeszcze nazwy własnej, a jedynie oznaczenie tymczasowe i stały numer.

## Orbita
Orbita (15874) 1996 TL66 nachylona jest pod kątem 24˚ do ekliptyki, a jej mimośród wynosi 0,58. Ciało to krąży w średniej odległości 83,4 j.a. wokół Słońca, na co potrzebuje ok. 762 lata ziemskie. Peryhelium tego obiektu znajduje się w odległości 35,06 j.a., a aphelium zaś 131,75 j.a. od Słońca.

## Właściwości fizyczne
Rozmiary (15874) 1996 TL66 szacuje się na ok. 515 km. Absolutna wielkość gwiazdowa tej planetoidy wynosi 5,4m, albedo to ok. 0,1. Na powierzchni tej planetoidy panuje średnia temperatura ok. 31 K. Obiekt ten posiada masę w granicach ~2,6 x 1020 kg, co daje średnią gęstość ~2,0 g/cm3.